# ビデオチャレンジャー
ビデオチャレンジャー（英：VIDEO CHALLENGER）は、セレクト・マーチャンダイジングが開発したVHSテープを用いたシューティングゲーム。日本では1987年、タカラ（現・タカラトミー）が発売した。ビデオテープの画面に専用の光線銃でターゲットを撃つ玩具である。

## 解説
アメリカに本社を置くラジオコントロール玩具などを取り扱っていた玩具メーカー、セレクト・マーチャンダイジングが開発し、本体の光線銃と専用のVHSソフトをセットとしてビデオテープの映像に合成されたターゲットを専用の光線銃で撃つ。

ゲームオーバーはなく、プレイヤーはビデオ終了まで何回当ったのか判定する。
複数のブラスターを持ち寄って得点を競い合うこともできる。

対応ビデオ映像の末尾には得点に対応した階級が設定されている。

ファミリーコンピュータの大ヒットやNEC-HEから発売されたPCエンジンの影響もあってで殆ど売れず短命で終えてしまった。

## ハード
専用銃「チャレンジブラスター」を使用する。銃本体は乾電池式で上部に照準器が配されそれを通して的を狙い、またスピーカーや得点表示器も配され得点表示や効果音を制御する4ビットのCPUが組み込まれている。
専用ビデオソフトで映像を再生し、
画面上のターゲットの点滅を銃本体の光センサーが認識した状態で引き金を引くと命中となり、スコアが加算される。
ターゲットは三種類の点滅パターン（通常得点(+100)、高得点(+500)、ダメージ(-100)）を持つ。

得点はブラスターに設置されたカウンターに表示される。

ターゲットに連続して命中させると効果音が鳴り、ボーナスモードに突入する。

ボーナスモード中は得点が倍増する。

一定時間が経過するとボーナスモードは終了する。
引き金を引かない状態で映像中の攻撃信号に銃口が向いていると、得点が減点される。

## 発売されたソフト
専用のビデオソフトには約10分間の映像が収録された。
- スペースチャレンジ[1]（本体付属）
- サンダーストーム（データイーストのシューティングLDゲームの移植作品）
- ロードブラスター（データイーストのカーアクションLDゲームの移植作品）

カーバトルゲームということもあり、暴走族、敵対車両がターゲットに設定されているだけでなく、車を操作するギミックとして"ステアリングターゲット"が盛り込まれている。
- ゴジラチャレンジ 1・2
- スカイウォーズ（オリジナル版発売元セレクト・マーチャンダイジング社の作品）
- アフターバーナー2（セガのシューティングゲームの移植作品）
- タートルチャレンジ（英国商品）

## その他
例外的存在ではあるが「トランスフォーマー ザ☆ヘッドマスターズ」の一時期のオープニング映像に、ビデオチャレンジャーに対応した映像効果が付加されていた。映像中の戦闘シーンのデストロンのキャラにターゲットパターン、射撃描写部分にダメージパターンが合成されている。

1987年から1988年まで講談社のコミックボンボンで本製品を題材にしたホビー漫画「ビデオチャレンジャー弾（池田淳一）」が連載されていた。　